# Universitätsarchiv Greifswald
Das Universitätsarchiv Greifswald ist eine zentrale Einrichtung der Universität Greifswald. Als öffentliches Archiv dient es der Forschung und Lehre an der Universität, ihrer Selbstverwaltung und Rechtssicherung. Seine Bestände umfassen derzeit (Stand: 13. August 2014) etwa 2.000 Regalmeter Akten, die 202 Einzelbeständen zugeordnet sind und den Zeitraum seit der Gründung der Universität (1456) umfassen.

## Bestände
Neben den Akten der Universität befinden sich im Universitätsarchiv auch zahlreiche Urkunden, Amtsbücher, Karten, historische Bauzeichnungen und -pläne der Universitätsgebäude, Negative und Dias, eine Fotosammlung (rund 10.000 Stück), eine Filmsammlung, eine Medaillen- und Plakettensammlung und eine Münz- und Siegelsammlung. Die Bestände dokumentieren die Greifswalder Universitäts- und Stadtgeschichte. Darüber hinaus verwahrt das Universitätsarchiv 46 Gelehrtennachlässe.

## Geschichte
Die erste Vorgängereinrichtung des Universitätsarchivs Greifswald, das Urkundendepot von Universität und Kapitel der Nikolaikirche, wurde bereits 1456 erstmals urkundlich erwähnt. Im 17. Jahrhundert erhielt das Universitätsarchiv im neu errichteten Kollegiengebäude, dem sogenannten Ernestinum Ludovicianum, einen eigenen Raum. Für die Verwaltung des „archivum universitatis“, wie es erstmals 1603 in der Matrikel des Rektorats genannt wurde, waren der Sekretär der Universität, von Zeit zu Zeit auch der Prokurator oder der Syndikus zuständig. Unabhängig vom Universitätsarchiv gab es auch Archive der einzelnen Fakultäten; für die Artistenfakultät ist ein solches bereits 1459 belegt.
Im 18. Jahrhundert nahm das Interesse am Universitätsarchiv zu. Der Jurist Augustin von Balthasar (1701–1786) ordnete und registrierte die Bestände 1737 nach einem eigens entworfenen System. Als das Archiv in den 1750er Jahren an einen neuen Standort umzog, scheint diese Ordnung verloren gegangen zu sein. Eine Neuordnung unternahm 1771 Johann Carl Dähnert (1719–1785), der bereits 1766 das Archiv der philosophischen Fakultät geordnet hatte und als Bibliothekar über die notwendige Sachkenntnis verfügte. Dähnerts System bildet seither die Grundlage der Ordnung des Rektoratsarchivs.
Im Jahr 1814 wurde ein großer Teil der Bestände des Universitätsarchiv in ein institutionell eigenständiges Archiv der akademischen Selbstverwaltung überführt. 1823 ordnete der Administrationsdiener Julius Heinrich Biesner das Archiv und verzeichnete die Bestände zum Teil neu. Im Winter 1856/57 wurden die Bestände des Universitätsarchivs revidiert. Dabei wurde der größte Teil der Gerichtsakten der Universität seit dem 16. Jahrhundert vernichtet. 1885 wurde das Universitätsarchiv mit der Registratur des Universitätskuratoriums vereinigt.
Ab 1931 leitete auf Entscheidung des Senats der Universität der Historiker Adolf Hofmeister (1883–1956) das Universitätsarchiv. Hofmeister veranlasste und übersah den Umbau des Archivs von einer Geschäftsregistratur zu einer wissenschaftlichen Forschungseinrichtung; außerdem regte er die Vereinigung mit den Fakultätsarchiven und deren fachgerechte Unterbringung an. Ein Ziel des Universitätsarchivs unter Hofmeister war die Vorbereitung des 500-jährigen Universitätsjubiläums, das 1956 anstand. Die Arbeiten und Pläne wurden durch die Ereignisse des Zweiten Weltkriegs behindert: Über 2500 Akten wurden 1943 und 1945 zum Schutz vor drohenden Luftangriffen in Depots in Berlin, Hamburg und Stettin ausgelagert.
Nach Kriegsende führte das Universitätsarchiv seine Arbeit unter Hofmeisters Leitung weiter. Nach der Auflösung des Kuratoriums wurde die Vereinigung der verschiedenen Archivkörperschaften der Universität zu einer einzigen Einrichtung dringend. Diese Aufgabe nahm von 1955 bis 1957 Gisela Simon wahr, die vorher im Stadtarchiv Greifswald gearbeitet hatte und später ans Stadtarchiv Duisburg wechselte. Von 1958 bis 1998 leitete Manfred Herling das Universitätsarchiv. Zu seinen Aufgaben zählte der Aufbau des Universitätsarchivs, die Sicherung der Bestände (und insbesondere der Kunstsammlung der Universität) sowie die Rückführung der ausgelagerten Bestände. Das Universitätsarchiv bemühte sich auch um Außenwirkung, indem es Ausstellungen, Vorträge und Führungen ausrichtete.
Die Rückführung der 1943/45 ausgelagerten Bestände gelang nach jahrzehntelangen Bemühungen. In Verhandlungen mit dem Generaldirektorium der polnischen Staatsarchive und mit dem Staatsarchiv Stettin erreichte Herling 1965/66 die Rückführung der dorthin ausgelagerten Bestände nach Greifswald; die nach Hamburg (ins Staatsarchiv Hamburg) ausgelagerten Bestände gelangten 1987 zurück, die nach Berlin-Dahlem ins Geheime Staatsarchiv ausgelagerten Bestände 1989. Im selben Jahr wurde die Kunstsammlung vom Archiv gelöst und der Kustodie unterstellt.
1998 trat Manfred Herling in den Ruhestand. Unter seinem Nachfolger Dirk Alvermann zog das Universitätsarchiv in ein größeres Gebäude.